# Кэрнс, Джон Эллиот
Джон Эллиот Кэрнс (англ. John Elliott Cairnes; 26 декабря 1823 — 8 июля 1875) — английский экономист.

## Биография
Джон Эллиот Кэрнс был профессором политической экономии в Дублине, Гальвэе и Лондоне. Кэрнс — один из последних представителей старой классической школы экономистов: он придерживался дедуктивного метода исследования и посвятил его защите одно из наиболее крупных своих сочинений: «The character and logical method of political economy» (1 изд. 1857).

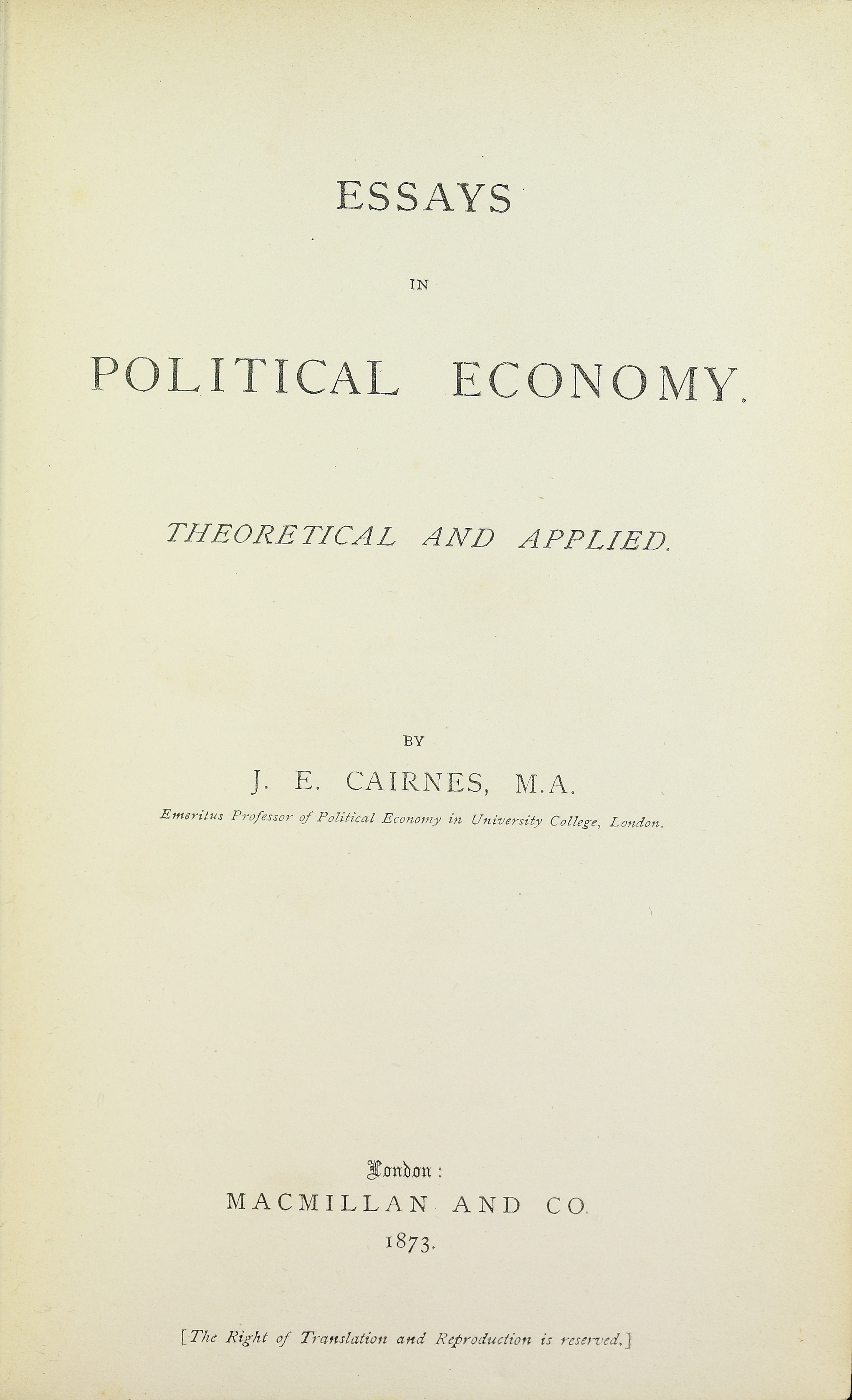
Essays in political economy, 1873

Тот же приём исследования он применил в другом своём труде: «Some leading principles of political economy newly explained» (1 изд., 1874). В этом сочинении он пытается защитить почти всеми тогда уже оставленную теорию фонда заработной платы и излагает теорию промышленных кризисов, близкую к взглядам Родбертуса-Ягетцова, хотя и выработанную независимо от него. Там же им талантливо разобраны вопросы денежного и кредитного обращения.
Из других сочинений Кэрнса наиболее интересны: «Essays on political economy theoretical and applied» (1873); «Political essays» (1873); «The slave power» (1862—1863). Из журнальных статей особенно интересна, помещенная в «Fortnightly Review» (1875, январь и февраль), заключающая в себе критику теории эволюции Спенсера («Mr. H. Spencer on social evolution»).

## Сочинения
- Логический метод политической экономии. Основные принципы политической экономии. Международная торговля. Ценность / Пер. М. И. Туган-Барановского — М.:, 1897. — 292 с.